# Литва на зимних Олимпийских играх 1928
Литва принимала участие в Зимних Олимпийских играх 1928 года в Санкт-Морице (Швейцария) в первый раз за свою историю, но не завоевала ни одной медали.

## Состав сборной
Конькобежный спорт
1. Кястутис Булота

## Конькобежный спорт
Мужчины
| Соревнование | Спортсмены      | Результат | Место             |
| ------------ | --------------- | --------- | ----------------- |
| 500 м        | Кястутис Булота | 50,1      | 28                |
| 1500 м       | Кястутис Булота | 2:40,9    | 25                |
| 5000 м       | Кястутис Булота | 9:49,8    | 25                |
| 10000 м      | Кястутис Булота | 20:22,2   | не квалифицирован |

Соревнования на 10000 м не закончились из-за таяния льда.